# Europese weg 87
De Europese weg 87 of E87 is een Europese weg die loopt van Odessa in Oekraïne naar Antalya in Turkije.

## Algemeen
De Europese weg 87 is een Klasse A Noord-Zuid-verbindingsweg en verbindt het Oekraïense Odessa met het Turkse Antalya en komt hiermee op een afstand van ongeveer 2030 kilometer. De route is door de UNECE als volgt vastgelegd: Odesa - Izmajil - Reni (Рені) - Galați - Tulcea - Constanța - Varna - Boergas - Sozopol - Primorsko - Tcarevo - Malko Tarnovo (Малко Търново) - Dereköy - Kırklareli - Babaeski - Havsa - Keșan - Gallipoli - Eceabat - Çanakkale - Ayvalik - İzmir - Selçuk - Aydın - Denizli - Acıpayam - Korkuteli - Antalya.
In 2005/2006 is het traject Sozopol - Primorsko - Tcarevo vervangen door Marinka - Zvezdets (Звездец). Het huidige traject wordt hiermee:
Odesa  - Izmail - Reni (Рені) - Galați - Tulcea - Constanța - Varna - Burgas - Marinka - Zvezdets (Звездец) - Malko Tarnovo (Малко Търново) - Dereköy - Kırklareli - Babaeski - Havza - Keșan – Gallipoli - Eceabat – Çanakkale – Ayvalik – İzmir – Selçuk – Aydın – Denizli - Acıpayam - Korkuteli – Antalya.

## Nationale wegnummers
De E87 loopt over de volgende nationale wegnummers:
| Nummer    | Tracé                   |
| Oekraïne  | Oekraïne                |
| --------- | ----------------------- |
| M15       | Odessa - Palanca        |
| P33       | Palanca - Reni          |
| M15       | Reni - Moldavië         |
| Moldavië  |                         |
|           | Oekraïne - Giurgiulești |
| M15       | Giurgiulești - Roemenië |
| Roemenië  |                         |
| 2B        | Moldavië - Galați       |
| 22B       | Galați - Brăila         |
| 22        | Brăila - Lumina         |
| 2A        | Lumina - Constanța      |
| 39        | Constanța - Bulgarije   |
| Bulgarije |                         |
| 9         | Roemenië - Turkije      |
| Turkije   |                         |
| D-555     | Bulgarije - Babaeski    |
| D-100     | Babaeski - Havsa        |
| D-550     | Havsa - İzmir           |
| O-30      | Ringweg İzmir           |
| O-31      | İzmir - Aydın           |
| D-320     | Aydın - Denizli         |
| D-585     | Denizli - Söğüt         |
| D-350     | Söğüt - Antalya         |